# Galacticoidea
Galacticoidea zijn een superfamilie van vlinders. De superfamilie telt één familie, de Galacticidae.